# サイクロン・モカ
サイクロン・モカ（Cyclone Mocha）は、2023年5月9日に発生したサイクロンである。ミャンマーを中心に多数の死傷者が出た。
「モカ(Mocha)」という名称はコーヒーの「モカ」の由来であるイエメンの港町から付けられた名前である。

## 概要
5月8日　熱帯擾乱91Bが発生。
5月9日　熱帯低気圧が発生。

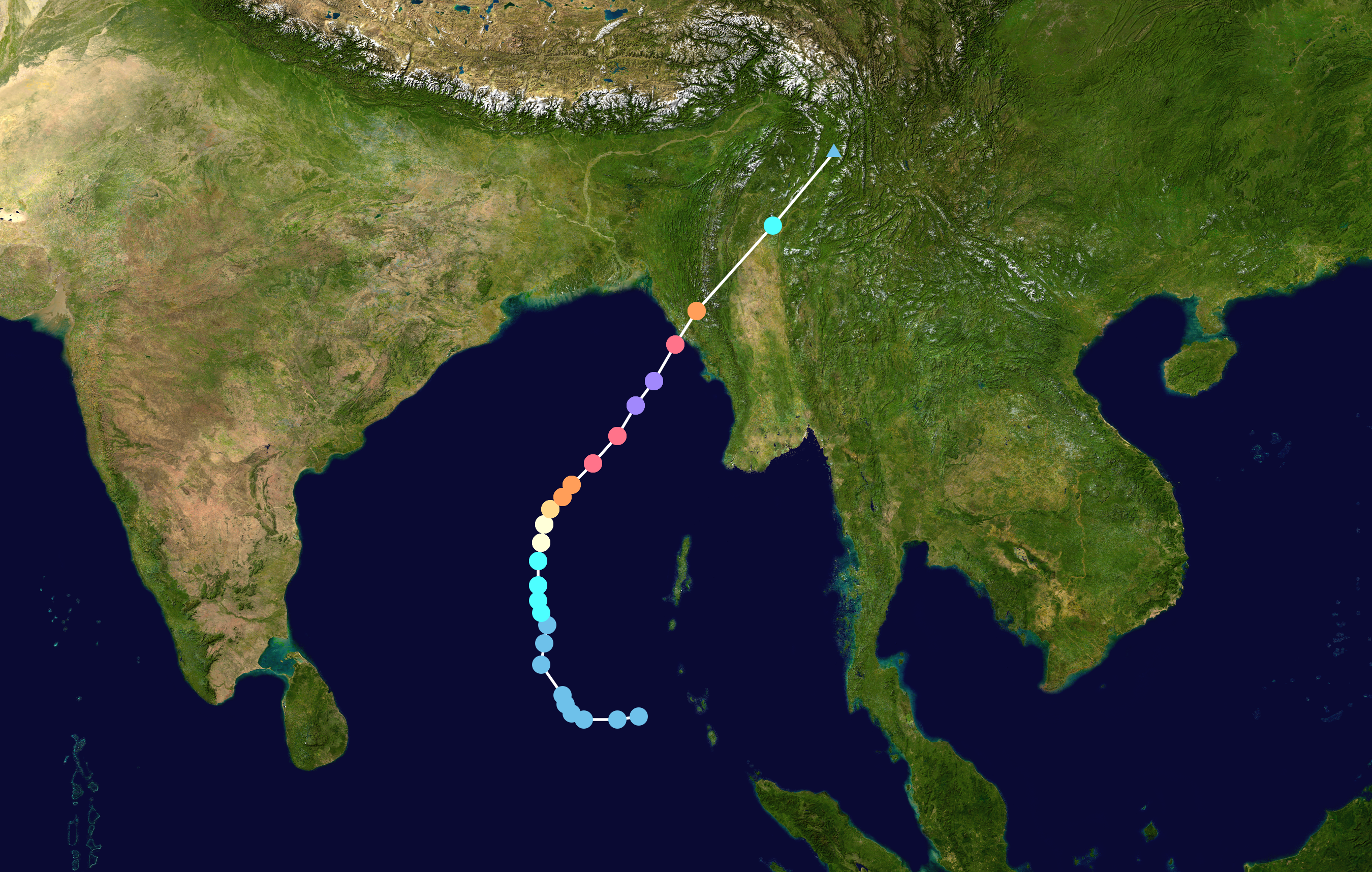
サイクロンの進路図

急速に発達するサイクロン・モカ

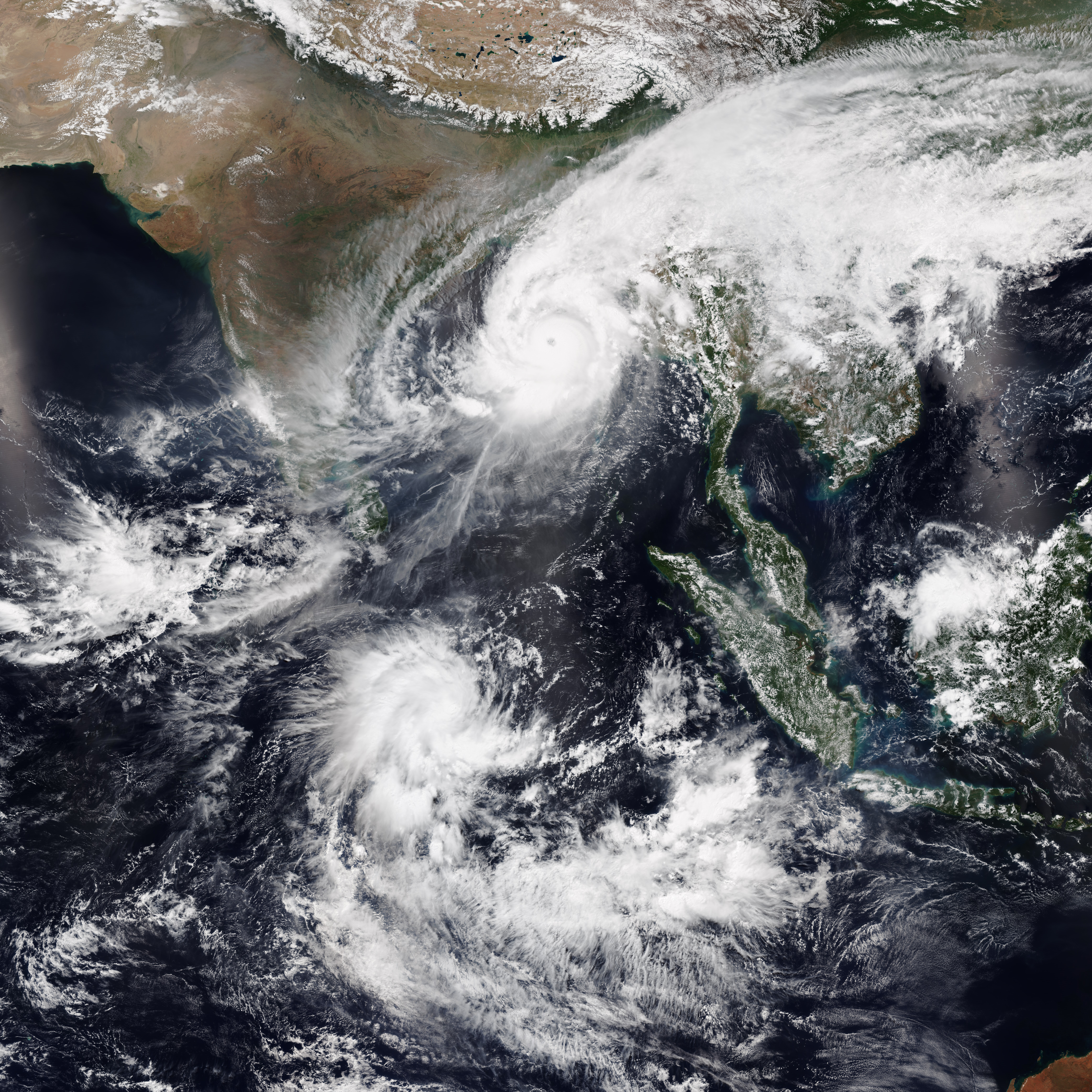
ベンガル湾のサイクロン・モカと南半球の別の熱帯低気圧

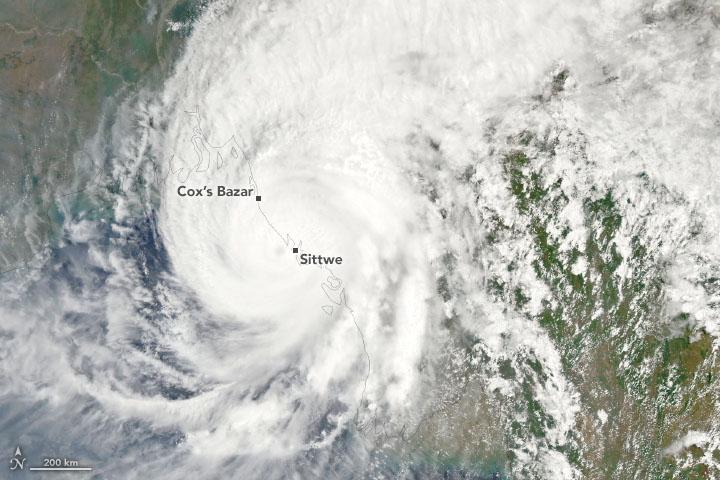
上陸直前のサイクロン・モカ

5月11日 サイクロンとなり、「モカ(Mocha)」と名付けられる。JTWCが熱帯低気圧番号01Bを付番。
5月12日 中心部に目が現れ始める。
5月14日 JTWCがモカをカテゴリー5相当のサイクロンに分類。16時頃にはミャンマー、シットウェ付近にカテゴリー4の勢力で上陸した。
上陸時の最大風速は69m/sとなり、インド洋北部のサイクロンとしては過去2番目の強さでの上陸となった。
その後は東北東に進路を取り、5月15日には消滅した。
438人が死亡、101人が行方不明となり、そのほとんどが高齢者や妊婦、子供であった。

## 影響

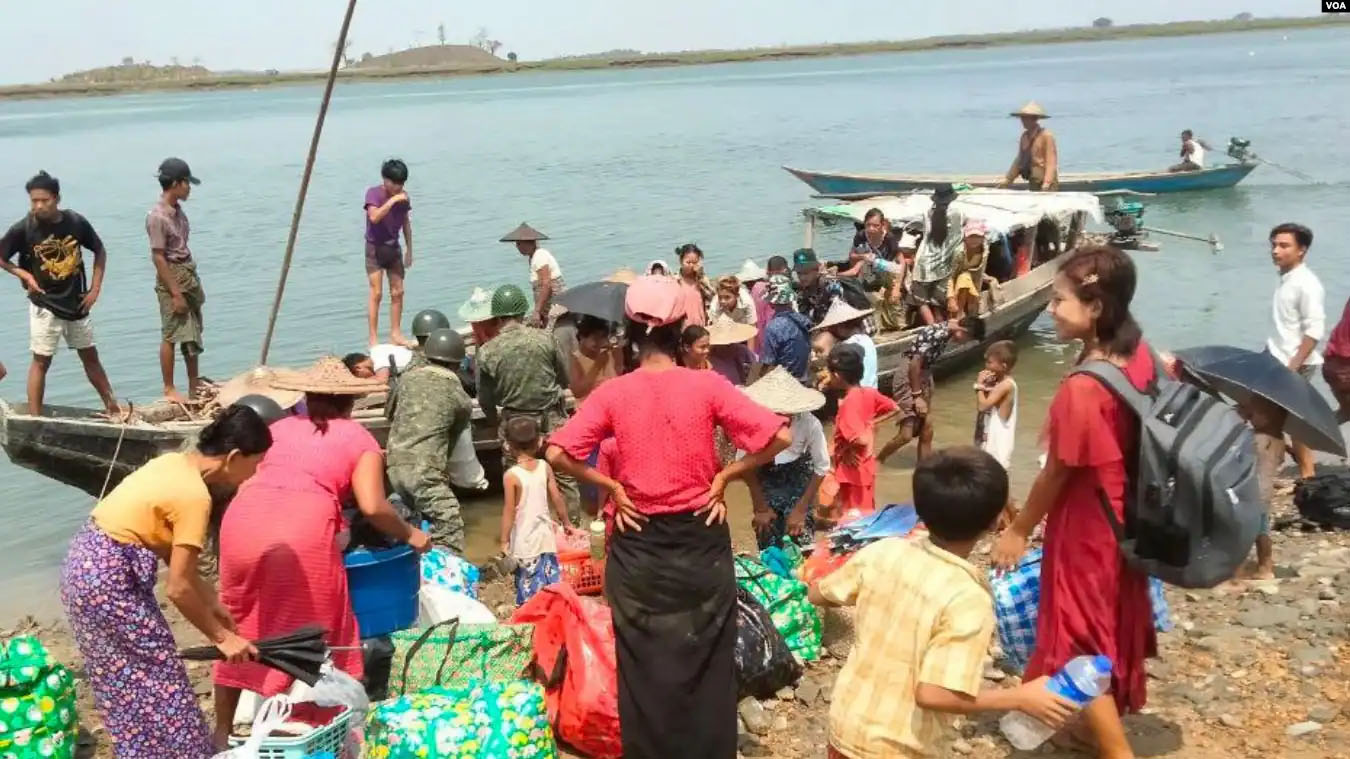
サイクロン接近に伴い、避難する人々

### ミャンマー
当局はシットウェ、ポートー、ミエドン等の低地で暮らす住民に対して避難するよう勧告しており、サイクロンの接近に伴い多くの住民が避難していた。
ミャンマーの世界食糧計画（WFP）は、ラカイン州とその近隣地域の40万人以上を支援するための食糧と救援物資を準備していると発表。
ASEAN人道支援調整センター（AHAセンター）は「壊滅的災害」の可能性を警告した。

### バングラデシュ
当局はサイクロンによる大雨によりチッタゴンやコックスバザールを含む5つの丘陵地帯で、
大規模な地滑りが発生する可能性があると述べた。
当局によって避難が呼びかけられ、最終的にコックスバザールからは127万人が避難した。

### インド
インド気象局（IMD）は、サイクロン・モカの影響で、トリプラ州のベンガル湾南東部、ミゾラム州、ナガランド州、アッサム州南部、マニプール州の一部で「大雨」から「非常に激しい」雨が降ると予想されていると発表した。

## 被害

### ミャンマー
サイクロンの進路上にあたるチン州等にはロヒンギャ、ラカイン、その他の少数民族コミュニティの120万人の国内避難民を含む1,600万人以上が暮らしていたが、その大部分が浸水した。
シットウェでは推定3.5mの高潮によって浸水し、道路や家のほとんどが水没した。
別の地域では、暴風雨の後に軍が住民らを襲ったとしているが、軍はこれを否定している。
北西部のサガイン管区では、サイクロンに紛れて軍が村々に入り込んだため、住民数千人が自宅から逃げ出したとされる。
また、暴風によって、通信塔が倒壊した。これによって通信状態が悪くなり、行方不明者も多いため、死者数についてはさまざまな推測が出ている。

### バングラデシュ
コックスバザールでは2500軒以上の家が倒壊。10000軒以上が洪水や暴風によって被害を受けた。
高潮が予想よりも小さく、サイクロンの進路が東にそれたが、3人が死亡した。